# أداجيو الوتريات (صامويل باربر)

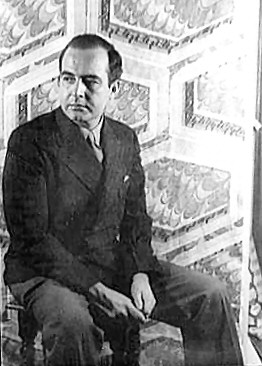

أداجيو الوتريات بالإنجليزية Adagio for Strings هو عمل للأوركسترا الوتري لصامويل باربر: وهو توزيع لجزء الافتتاحية في الحركة الثانية (الأداجيو) من عمله «الرباعية الوترية في مقام سي الصغير مصنف رقم 11» المكون من حركتين. قدم أرتورو توسكانيني وأوركسترا إن بي سي السيمفوني العرض الأول للأداجيو عام 1938. الشعور المكثف والصفة الرثائية لكتابة العمل جعلته مفضلا لدى الجماهير منذ ذلك الحين، ويظل أكثر عمل يعرض بشكل متكرر للموسيقى الأمريكية التي كتبت في القرن العشرين. في السنوات الأخيرة، خاصة بعد هجمات الحادي عشر من سبتمبر 2001، صارت المقطوعة النشيد الأمريكي للحداد.

## المصدر
1. ↑  The Vintage Guide to Classical Music